# Faverney
Faverney település Franciaországban, Haute-Saône megyében. Lakosainak száma 976 fő (2022. január 1.). Faverney Menoux, Breurey-lès-Faverney, Fleurey-lès-Faverney, Conflandey, Purgerot, Baulay, Amance és Mersuay községekkel határos.

## Népesség
A település népességének változása:
| Lakosok száma | 918  | 941  | 967  | 961  | 973  | 980  | 980  | 978  | 976  |
|               | 2013 | 2015 | 2016 | 2017 | 2018 | 2019 | 2020 | 2021 | 2022 |